# Ракутувау, Риву
Риву Ракутувау (малаг. Rivo Rakotovao, род. 12 мая 1960) — мадагаскарский государственный и политический деятель. С сентября 2018 года по январь 2019 года являлся исполняющим обязанности президента Мадагаскара, а также по настоящее время занимает пост председателя Сената Мадагаскара.

## Биография

### Исполняющий обязанности Президента Мадагаскара
7 сентября 2018 года президент Эри Радзаунаримампианина подал в отставку с поста президента, что требуется законом для участия в предстоящих президентских выборах. В результате Ракутувау, председатель Сената, взял на себя роль президента до момента избрания нового президента. 19 января 2019 года после приведения к присяге президента страны он продолжил исполнять обязанности председателя Сената Мадагаскара. 14 июня 2022 года Риво Ракотовао был вызван в Независимое управление по борьбе с коррупцией по подозрению в коррупции, растрате государственных средств и злоупотреблении служебным положением.